# 梅爾菲耶萊特岩
梅爾菲耶萊特岩（英語：Melfjellet）是南極洲的岩石，位於肯普地，處於錫冰原島峰東南面4公里，挪威製圖師根據該國拍攝的空中照片繪入地圖和命名，現時由南極條約體系管理。